# Willibald Wolfsteiner
Willibald Wolfsteiner OSB (* 8. August 1855 in München als Franz Xaver Wolfsteiner; † 24. April 1942 in Ettal) war Benediktiner und erster Abt des 1900 wiederbegründeten Klosters Ettal.
Ursprünglich war Wolfsteiner Profess-Mönch der Benediktinerabtei Beuron, war anschließend in der Abtei Emmaus in Prag u. a. als Novizenmeister tätig und ging dann in die österreichische Abtei Seckau, wo er das Amt des Priors versah. Im Jahr 1900 zog eine Reihe von Mönchen aus Scheyern, darunter der Historiker Pater Stephan Kainz OSB, nach Ettal, um dort die Tradition des 1330 gegründeten Klosters wieder aufleben zu lassen. 1903 wurde P. Willibald Wolfsteiner aus Seckau nach Ettal berufen, um die dortige Gemeinschaft zunächst als Prior zu leiten. 1907 wurde Ettal wieder zur Abtei erhoben und Willibald Wolfsteiner zum ersten Abt des neuen Klosters gewählt. Er führte den Hirtenstab bis 1933 und übergab dann die äbtliche Gewalt an seinen Nachfolger, Angelus Kupfer. Willibald Wolfsteiner starb in Ettal 1942.
Abt Willibald Wolfsteiner wünschte sich für seine Grabstätte, sie möge „nicht zu fern vom treuen Gnadenbild der hochverehrten Frau Stifterin“ liegen. Diesem Wunsch hat der Konvent Rechnung getragen und den für das Wiederaufblühen des Klosters Ettal so wertvollen Mann in der Basilika zwischen dem Familienaltar und dem Altar des hl. Benedikt begraben. Die Worte auf der Grabplatte stammen von Prof. Georgii:
Hier harrt der Auferstehung

ABT WILLIBALD WOLFSTEINER O.S.B.

der 33. der Äbte von Ettal, der 1. des neuerstandenen

Klosters. Ein Bild der Güte, Demut und weisen Mäßi

gung, ergeben unserer lieben Frau und Stifterin, ein

treuer Hüter frommen Ordensgeistes. Geb. in München

am 8. August 1855. Gestorben am 24. April 1942.

26 Jahre führte er den Hirtenstab.